# Weltreiterspiele 1994
| Weltreiterspiele 1994        | Weltreiterspiele 1994  |
| ---------------------------- | ---------------------- |
| Zuiderpark Stadium           |                        |
| Austragungsort:              | Den Haag, Niederlanden |
| Sportstätte:                 | Pratoni del Vivaro     |
| Teilnehmende Pferdesportler: | 37 Nationen            |
| Wettkämpfe:                  | 14 in 6 Disziplinen    |
| Eröffnung:                   | 27. Juli 1994          |
| Abschluss:                   | 7. August 1994         |
| Zuschauer:                   | 350000                 |

Die FEI Weltreiterspiele 1994 fanden vom 27. Juli bis zum 7. August 1994 in Den Haag, Niederlanden statt. Es war die 2. Ausgabe der Weltreiterspiele, die im vier Jahresrhythmus von der FEI veranstaltet wurden. Die Wettkämpfe fanden im Zuiderpark-Stadion statt. Die Geländeprüfung wurden in einem Rundkurs am Stadtrand durchgeführt.
Das Zuiderpark-Stadion mit einer Kapazität von 26.000 Sitzplätzen wird normalerweise für Fußball genutzt, daher mussten vorübergehend mehrere Tonnen Sand und Holzspäne eingebracht werden, um den Rasen zu bedecken. Dort wurden alle Prüfungen außer dem Geländeritt und dem Marathonfahren durchgeführt. Diese fanden auf dem Militärstützpunkt De Vlasakkers in der Nähe von Amersfoort, etwa 80 km von Den Haag entfernt statt.
Das Gastgeberland gewann einen Weltmeistertitel sowie eine Silber- und drei Bronzemedaillen. Anky van Grunsven gewann ihren ersten internationalen Titel, mit Bonfire in der Dressur-Kür.

## Wettbewerbe
In Den Haag wurden 14 Wettkämpfe in sechs Disziplinen ausgetragen.
| Dressur        | Fahren | Distanzreiten | Vielseitigkeit | Springen | Voltigieren   |
| -------------- | ------ | ------------- | -------------- | -------- | ------------- |
| Einzel Spezial | Einzel | Einzel        | Einzel         | Einzel   | Einzel Frauen |
| Einzel Kür     | Einzel | Einzel        | Einzel         | Einzel   | Einzel Männer |
| Equipe         | Equipe | Equipe        | Equipe         | Equipe   | Gruppe        |

## Medaillen
| Dressur Einzel Special | Isabell Werth mit Gigolo FRH | Nicole Uphoff mit Rembrandt | Sven Rothenberger mit Dondolo |  |  |  |
| Dressur Einzel Kür     | Anky van Grunsven mit Bonfire | Klaus Balkenhol mit Goldstern | Karin Rehbein mit Donnerhall |  |  |  |
| Dressur Equipe         | Nicole Uphoff mit Rembrandt Klaus Balkenhol mit Goldstern Isabell Werth mit Gigolo FRH Karin Rehbein mit Donnerhall                        | Ellen Bontje mit Heuriger Sven Rothenberger mit Dondolo Anky van Grunsven mit Bonfire                                                           | Kathleen Raine mit Avontuur Robert Dover mit Devereaux Gary Rockwell mit Suna Carol Lavell mit Gifted                                            |  |  |  |
|                        | | | |  |  |  |
| Fahren Einzel          | Michael Freund | George Bowman | Ijsbrand Chardon |  |  |  |
| Fahren Equipe          | Christoph Sandmann Michael Freund Hansjoerg Hammann                                                                                        | Felix Brasseur Eddy van Dijck Valere Standaert                                                                                                  | Ad Aarts Ijsbrand Chardon Harry de Ruyter |  |  |  |
|                        | | | |  |  |  |
| Distanzreiten Einzel   | Valerie Kanavy mit Pieraz | Dennis Pesce mit Melfenik | Stephane Fleury mit Roc'H |  |  |  |
| Distanzreiten Equipe   | Stephane Fleury mit Roc'H Martine Jollivet mit Lizazat Jacques David mit Nelson I Benedicte Atger mit Sunday d'Aurabelle                   | Miguel Vila Ubach mit Bajeque Francisco Cobos mit Bruja Augusta Albarran mit Colores Gerardo Amian mit Klux Klux                                | Christine Forrester mit Mandala Galactic Melonia de Jong mit Vet School Laurance Barbara Timms mit Kildara Sharina Meg Wade mit Glenallan Sheida |  |  |  |
|                        | | | |  |  |  |
| Vielseitigkeit Einzel  | Vaughn Jefferis mit Bounce | Dorothy Trapp mit Murphy Holokai | Karen Dixon mit Get Smart |  |  |  |
| Vielseitigkeit Equipe  | Karen Dixon mit Get Smart Mary Thomson mit King William Charlotte Bathe mit The Cool Customer Kristina Gifford mit General Jock            | Jean-Lou Bigot mit Twist La Beige Jean Teulère mit Rodosto Marie-Christine Duroy mit Summer Song                                                | Bettina Overesch mit Watermill Stream Cord Mysegaes mit Ricardo Ralf Ehrenbrink mit Kildare                                                      |  |  |  |
|                        | | | |  |  |  |
| Springen Einzel        | Franke Sloothaak mit San Patrignano Weihaiwej                                                                                              | Michel Robert mit Miss San Patrignano | Sören von Rönne mit Taggi |  |  |  |
| Springen Equipe        | Franke Sloothaak mit San Patrignano Weihaiwej Sören von Rönne mit Taggi Dirk Hafemeister mit P.S. Priamos Ludger Beerbaum mit Almox Ratina | Roger-Yves Bost mit Souviens Toi III Equus Philippe Rozier mit Baiko Rocco Éric Navet mit Quito de Baussy Michel Robert mit Miss San Patrignano | Thomas Fuchs mit Major AC Folien Stefan Lauber mit Lugana II Markus Fuchs mit Interpane Goldfights Lesley McNaught-Mändli mit Piroi              |  |  |  |
|                        | | | |  |  |  |
| Voltigieren Männer     | Thomas Fiskbaek mit Hamlet | Christoph Lensing mit Aladin | Thomas Föcking mit Aladin |  |  |  |
| Voltigieren Frauen     | Tanja Bendetto mit Zarewitsch | Kerith Lemon mit Maxwell | Mieke Lorentz mit Falun |  |  |  |
| Voltigieren Gruppe     | Schweiz | Deutschland | Schweden |  |  |  |

## Medaillenspiegel

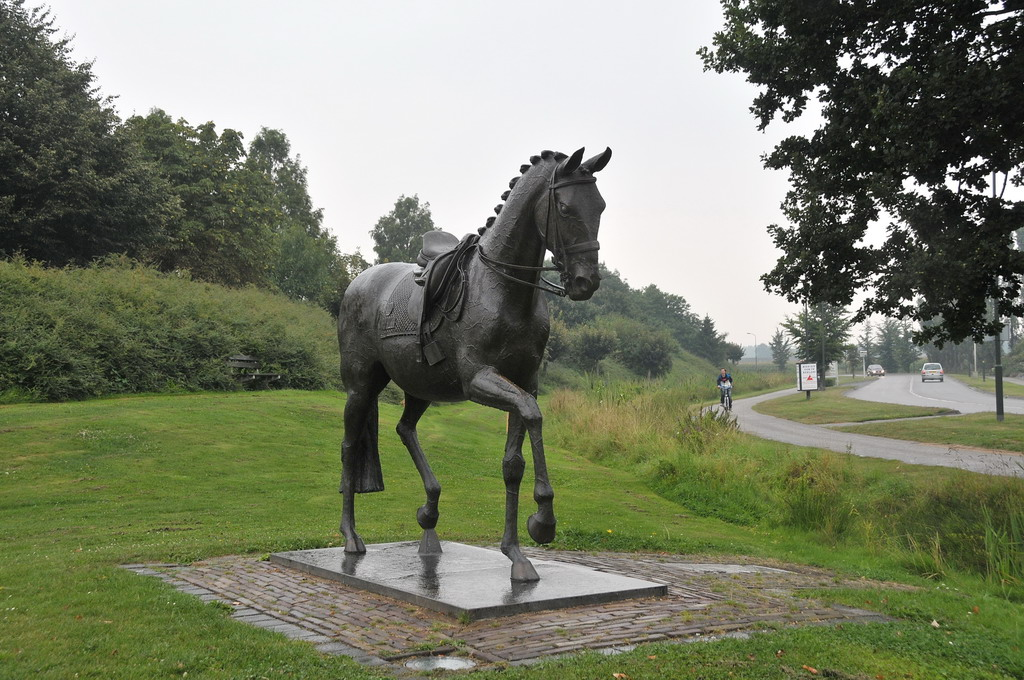
Statue von Bonfire, Anky van Grunsvens Siegerpferd

| Rang | Land                   | Gold | Silber | Bronze | Gesamt |
| ---- | ---------------------- | ---- | ------ | ------ | ------ |
| 1    | Deutschland            | 7    | 4      | 5      | 16     |
| 2    | Frankreich             | 1    | 4      | 1      | 6      |
| 3    | Vereinigte Staaten     | 1    | 2      | 1      | 4      |
| 4    | Niederlande            | 1    | 1      | 3      | 5      |
| 5    | Vereinigtes Königreich | 1    | 1      | 1      | 3      |
| 6    | Schweiz                | 1    |        | 1      | 2      |
| 7    | Dänemark               | 1    |        |        | 1      |
|      | Neuseeland             | 1    |        |        | 1      |
| 9    | Belgien                |      | 1      |        | 1      |
|      | Spanien                |      | 1      |        | 1      |
| 11   | Australien             |      |        | 1      | 1      |
|      | Schweden               |      |        | 1      | 1      |

## Wettkampfrichter
In der Dressur wurden folgende Wettkampfrichter ernannt:
- Nico H. van Stigt (Ground Jury President)
- Nicholas Williams (Ground Jury Mitglied)
- Heinz Schütte (Ground Jury Mitglied)
- Eric Lette (Ground Jury Mitglied)
- Mariette Withages (Ground Jury Mitglied)